# 59-я бригада материального обеспечения
59-я бригада материального обеспечения (59 брмо) — соединение автомобильных войск и тыловых подразделений ВС СССР в период Афганской войны.

## История
После ввода советских войск в Афганистан, руководство ВС СССР, предвидя что конечный срок пребывание войск на территории сопредельного государства становится неопределённым, начинает предпринимать меры по улучшению снабжения войск всеми видами обеспечения.

Для этого было принято решить два главных организационных вопроса:
1. Создание крупной перевалочной базы для хранения военного имущества, горюче-смазочных материалов и боеприпасов. То есть создание крупной объединённой складской зоны, на которой должны были хранится материальные резервы 40-й Армии (далее по тексту - 40 А).
2. Создание формирования, которое должно было выполнять функции подвоза и развозки грузов на данную складскую зону и его обслуживание.

Руководство ВС СССР запланировало развёртывание крупной складской зоны вблизи дороги соединяющей Кабул и приграничный город Хайратон в провинции Балх. Выбор места падает на расположенную в 5-7 километрах юго-восточнее города Пули-Хумри, так называемую Келагайскую долину (иногда употребляется как Килагайская долина). Данное название использовалось советскими военнослужащими и происходит от уезда Келагай. Название равнины от местных жителей имевшееся на советских военных картах - степь Лайика.

Келагайская долина представляла собой относительно крупный участок равнинной местности площадью приблизительно в 20 кв.км в окружении гор. 

Выбор данного участка объяснялся тем Пули-Хумри являлся стратегически важным городом возле пересечения дорог, по которым можно было попасть в северо-восточные провинции Кундуз и Бадахшан, а также во все восточные и юго-восточные провинции, включая столицу.

Снабжение 80% частей и соединений 40 А, за исключением тех соединений и частей которые находились в западных и южных провинциях (направление Герат-Кандагар) - осуществлялось автомобильным снабжением по автодороге проходящей через Пули-Хумри. Также на выбор местности повлияло то что на этом участке, на тот момент не было населённых пунктов.

В период с 8 февраля по 9 марта 1980 года в Келагайской долине начинается строительство и обустройство следующих военных складов 40 А (см. таблицу ниже).

24 февраля 1980 года формируется соединение, которое должно было обеспечить полноценное функционирования всех перечисленных в таблице складов и выполнения перевозок как от советско-афганской границы до складов, так от складов  до воинских частей 40 А. Этим соединением стала 59-я бригада материального обеспечения (59-я брмо или в/ч 92053) дислокацией которого также была определена Келагайская долина. На момент формирования 59-я брмо представляла собой соединение автомобильных войск, состоящее из 5 автомобильных батальонов, которые были передислоцированы в Афганистан из разных военных округов. Кроме автомобильных батальонов в составе бригады имелись ремонтные роты и различные подразделения при штабе бригады.

В организационном порядке все 11 складов вошли в состав 59-й абрмо.

Состав 59-й брмо:
| Действительное наименование формирования                      | Условное наименование Полевая почта № | Примечание |
| ------------------------------------------------------------- | ------------------------------------- | --- |
| Управление 59 брмо                                            | 92053                                 | и формирования при ней: - 1256-я военная пожарная команда - 2306-е торгово-бытовое предприятие - 119-я отдельная мотострелковая рота |
| 1349-й автомобильный склад                                    | 81444                                 | |
| 1386-й склад горючего                                         | 82939                                 | |
| 1429-й продовольственный склад                                | 81824                                 | |
| 1470-й вещевой склад                                          | 84415                                 | |
| 1474-й медицинский склад                                      | 85163                                 | |
| 3553-й склад бронетанкового имущества                         | 77787                                 | |
| 3557-й инженерный склад                                       | 77789                                 | |
| 3572-й химический склад                                       | 77798                                 | |
| 3597-й склад средств связи                                    | 77810                                 | |
| 3704-й артиллерийский склад вооружения и боеприпасов          | 77824                                 | |
| 6007-й склад квартирного имущества                            | 78127                                 | |
| 134-й отдельный автомобильный батальон подвоза горючего       | 21231                                 | Сформирован в г. Дмитров, МВО |
| 424-й отдельный автомобильный батальон                        | 19920                                 | Сформирован в г. Бельцы, ОдВО |
| 425-й отдельный автомобильный батальон                        | 13354                                 | Сформирован в г. Куйбышев, ПриВО |
| 446-й отдельный автомобильный батальон подвоза горючего       | 27717                                 | Сформирован в н.п. Черняховск Калининградская область, ПрибВО                                                                        |
| 449-й отдельный автомобильный батальон подвоза горючего       | 27787                                 | Сформирован в н.п. Флорешты Молдавская ССР                                                                                           |
| 281 отдельная автомобильная рота подвоза воды                 | 84060                                 | 1 июля 1981 года переформирована в 598-й отдельный автомобильный взвод подвоза воды                                                  |
| 88-я отдельная автомобильная ремонтная рота                   | 75376                                 | 1 мая 1982 года переформирована в 894-й отдельный ремонтно-восстановительный батальон (в/ч 81432)                                    |
| 42-я отдельная ремонтно-восстановительная рота техники тыла   | 81432                                 | 1 мая 1982 года переформирована в 894-й отдельный ремонтно-восстановительный батальон                                                |
| 205-я отдельная рота обслуживания                             | 81424                                 | |
| 206-я отдельная рота обеспечения (массовой заправки горючего) | 81438                                 | |
| 363-й подвижный хлебозавод                                    | 94121                                 | |
| Особый отдел КГБ по 59 брмо                                   | 77901                                 | |
| 650-я станция фельдъегерско-почтовой связи                    | 84519                                 | |

Основной задачей бригады являлось снабжение частей 40 А. В общем объёме всех грузов поступающих в ОКСВА, 59-я брмо перевезла 55% топлива, 15% боеприпасов, 20% продовольствия и 25% прочих грузов, что составляло 40% от общих поставок. 59-я брмо подчинялась управлению тыла 40 А.

Автомобильные колонны 59-й брмо обеспечивали снабжение боеприпасами, горючим, продовольствием  все части и соединения ОКСВА на участке от города Хайратон, расположенного на границе с СССР, в восточном и юго-восточном направлении до Гардеза, Газни, Джелалабада.

Снабжение воинских частей расположенных в западном и юго-западном направлении отводилась на подразделения 58-й отдельной автомобильной бригады.

9 февраля 1989 года 59-я брмо была выведена из Афганистана на территорию СССР и затем расформирована.

## Командиры 59-й брмо
Список командиров 59-й брмо:
- Березуцкий Виктор Тихонович — 1980—1981
- Прищепа Николай Павлович — 1981—1981
- Фиц Владимир Фёдорович — 1981—1982
- Коробейников — 1982—1984
- Леонов Василий Фёдорович — 1984—1986
- Сорокин Юрий Михайлович— 1986—1988
- Рыбаков Алексей Фёдорович — 1988—1989